# 葉利佐沃區

葉利佐沃區在堪察加邊疆區的位置

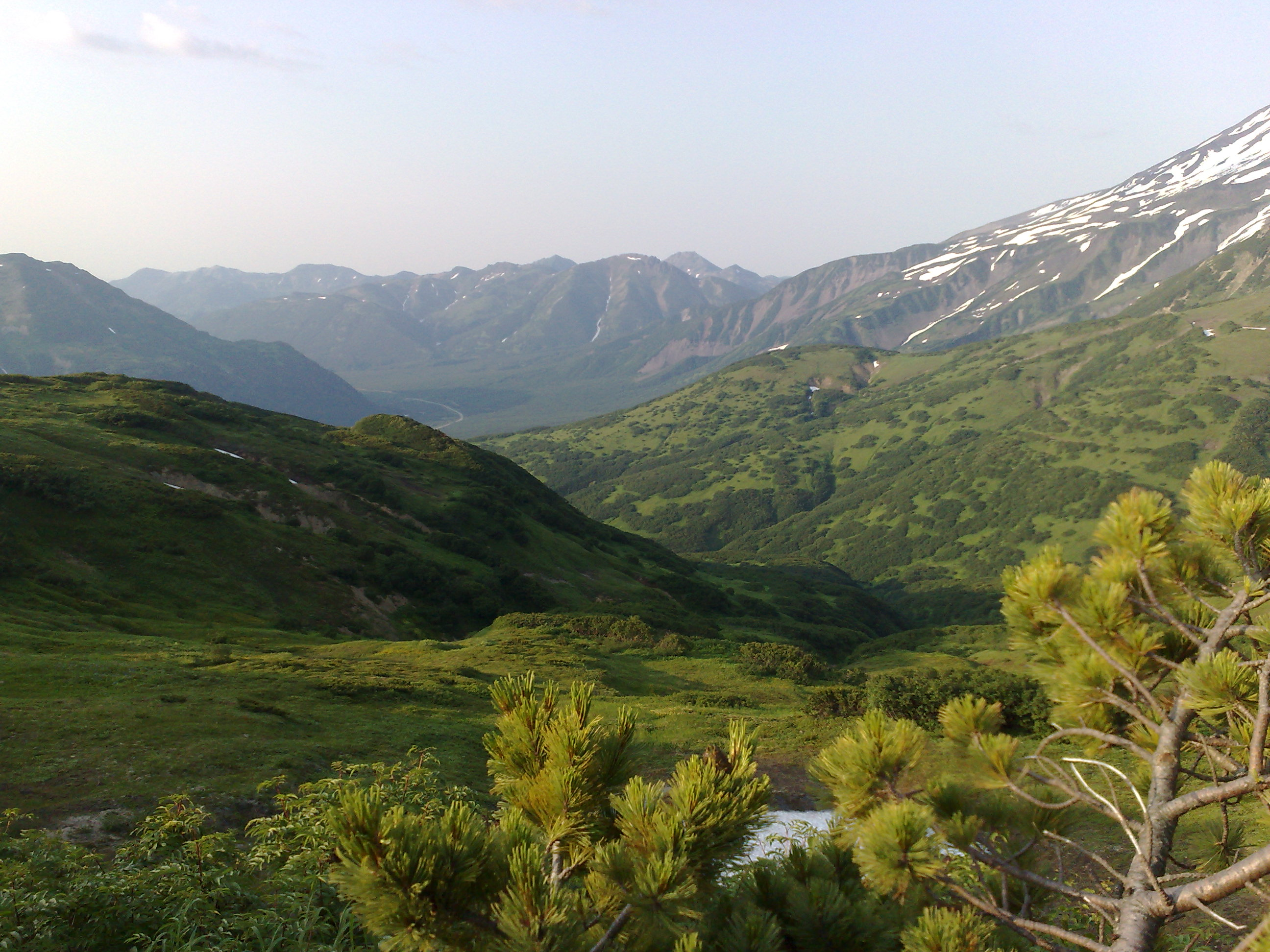

53°12′N 158°24′E / 53.200°N 158.400°E
葉利佐沃區（俄语：Елизовский район），是俄羅斯堪察加邊疆區的一個區，位於堪察加半島，面積40,996.4平方公里，2010年人口24,566，人口密度每平方公里0.6人。